# Flacon de laboratoire

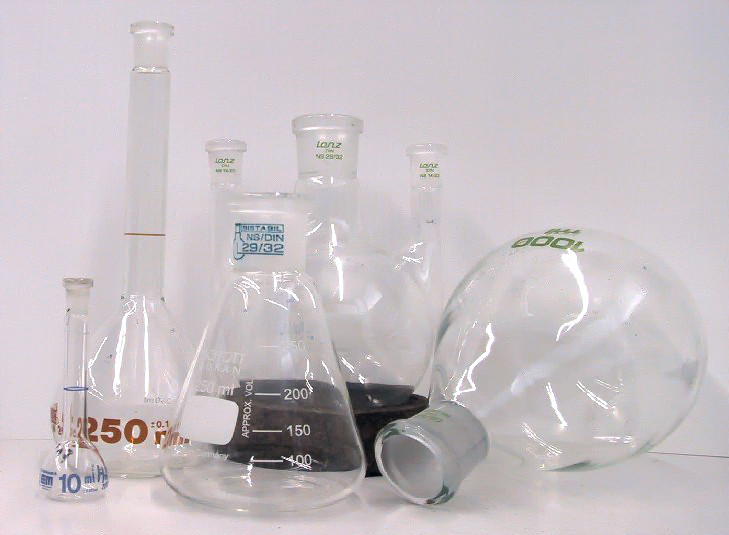
Flacons divers en verre.

Les flacons de laboratoire font partie de la verrerie de laboratoire de base. Les types les plus courants sont :
- flacon laveur ;
- fioles (erlenmeyer, ...) ;
- flacon isolant : vase de Dewar ;
- ballons, à col rodé ou non ;
- flacon de compte-gouttes.

Les usages sont variés : préparation de solutions, volumétrie, analyse, conservation, collecte, réactions chimiques, procédés tels mélange, solvatation, précipitation, ébullition (comme en distillation), etc.
Ils sont traditionnellement en verre, lequel peut être renforcé, ou en plastique. Le verre est transparent, parfois brun (verre « inactinique ») ; ce dernier est utilisé pour les solutions photosensibles.
Les capacités sont exprimées en millilitres ou en litres.